# Episodi di The Middle (ottava stagione)
L'ottava stagione della serie televisiva The Middle, composta da 23 episodi, è stata trasmessa dal canale statunitense ABC dall'11 ottobre 2016 al 16 maggio 2017.
In Italia è stata trasmessa in prima visione assoluta su Premium Joi, canale a pagamento della piattaforma Mediaset Premium, dal 10 marzo al 7 luglio 2017. 
 In chiaro è stata trasmessa dal 24 ottobre al 23 novembre 2017 su Italia 1.
| n° | Titolo originale             | Titolo italiano                   | Prima TV USA     | Prima TV Italia |
| -- | ---------------------------- | --------------------------------- | ---------------- | --------------- |
| 1  | The Core Group               | Aggiungi un posto a tavola!       | 11 ottobre 2016  | 10 marzo 2017   |
| 2  | A Tough Pill to Swallow      | Una pillola amara                 | 18 ottobre 2016  | 17 marzo 2017   |
| 3  | Halloween VII: The Heckoning | La resa dei conti                 | 25 ottobre 2016  | 24 marzo 2017   |
| 4  | True Grit                    | Una tosta!                        | 1º novembre 2016 | 31 marzo 2017   |
| 5  | Roadkill                     | Attenti alla mucca!               | 15 novembre 2016 | 7 aprile 2017   |
| 6  | Thanksgiving VIII            | Il giorno del ringraziamento VIII | 22 novembre 2016 | 14 aprile 2017  |
| 7  | Look Who's Not Talking       | Senti chi tace!                   | 29 novembre 2016 | 21 aprile 2017  |
| 8  | Trip and Fall                | Il cupcake party                  | 6 dicembre 2016  | 28 aprile 2017  |
| 9  | A Very Marry Christmas       | Il miglior Natale di sempre       | 13 dicembre 2016 | 5 maggio 2017   |
| 10 | Escape Orson                 | Capodanno da vincenti             | 3 gennaio 2017   | 12 maggio 2017  |
| 11 | Hoosier Maid                 | La colf dell'Indiana              | 10 gennaio 2017  | 19 maggio 2017  |
| 12 | Pitch Imperfect              | Punto di equilibrio               | 17 gennaio 2017  | 19 maggio 2017  |
| 13 | Ovary and Out                | Ovaie, bebè e font club!          | 7 febbraio 2017  | 26 maggio 2017  |
| 14 | Sorry Not Sorry              | Scuse sì, scuse no!               | 14 febbraio 2017 | 26 maggio 2017  |
| 15 | Dental Hijinks               | Avventure dentali                 | 21 febbraio 2017 | 2 giugno 2017   |
| 16 | Swing and a Miss             | Spring break dagli Heck!          | 7 marzo 2017     | 2 giugno 2017   |
| 17 | Exes and Ohhhs               | A volte ritornano!                | 14 marzo 2017    | 9 giugno 2017   |
| 18 | The Par-tay                  | Il festino birichino              | 4 aprile 2017    | 23 giugno 2017  |
| 19 | The Confirmation             | La cresima                        | 11 aprile 2017   | 23 giugno 2017  |
| 20 | Adult Swim                   | Un bagno di maturità              | 18 aprile 2017   | 30 giugno 2017  |
| 21 | Clear and Present Danger     | Pericolo imminente                | 2 maggio 2017    | 30 giugno 2017  |
| 22 | The Final Final              | L'ultimo esame!                   | 9 maggio 2017    | 7 luglio 2017   |
| 23 | Fight or Flight              | Lottare o volare!                 | 16 maggio 2017   | 7 luglio 2017   |